# ロナーゴ
ロナーゴ（伊: Ronago）は、イタリア共和国ロンバルディア州コモ県に存在した、人口約1,600人の基礎自治体（コムーネ）。
2024年1月1日にウッジャーテ＝トレヴァーノと合併してウッジャーテ・コン・ロナーゴの一部となった。

## 地理

### 位置・広がり
コモ県南西部のコムーネ。県都コモから西北西へ8kmの距離にある。

#### 隣接コムーネ
コムーネとしてのロナーゴが隣接していたコムーネは以下の通り。括弧内のCH-TIはスイス・ティチーノ州所属を示す。
- Chiasso (CH-TI)
- コルヴェルデ
- Novazzano (CH-TI)
- ウッジャーテ＝トレヴァーノ

### 地震分類
イタリアの地震リスク階級 (it) では、4 に分類される
。